# Call of Duty: Black Ops: Declassified
Call of Duty: Black Ops Declassified er et videospil til PlayStation Vita. Spillet blev annonceret i juni 2012 på Sonys Electronic Entertainment Expo. Det er udelukkende udviklet til PlayStation Vita og blev frigivet den 13 november 2012.
Spillet giver spillerne mulighed for både single player, multiplayer og hostile modes og finder sted imellem Call of Duty: Black Ops og fortsættelen Black Ops II